# Hans von Aachen
Hans von Aachen (ur. 1552 w Kolonii, zm. 4 marca 1615 w Pradze) – malarz niemiecki, manierysta.
Nazwisko malarza utworzone zostało od miejsca urodzin jego ojca, Aachen w Niemczech, w niektórych kombinacjach zawiera także imię Johann von – i – von Achen oraz inne zbitki imienia i nazwiska Janachen, Fanachen, Abak, Jean Dac, Aquano, van Aken etc.
W 1568 został uczniem Georga Jerrigha. Prawdopodobnie przed wyruszeniem do Włoch przyłączył się do gildii malarzy kolońskich. W latach 1574–1588 studiował we Florencji i Rzymie, tworzył pod wpływem Correggia, Michała Anioła i Tintoretta. Pośród jego mecenasów byli między innymi Fuggerowie. Następnie malował na dworze w Monachium (1590-1596, stworzył tam wiele prac dla diuka Williama V z Bawarii oraz ożenił się z Reginą, córką kompozytora Orlando di Lasso) i w Pradze (od 1592 był nadwornym malarzem cesarza Rudolfa II). Uszlachcony w 1605 r. Malował portrety, sceny historyczne, realistyczne (Niesienie krzyża, 1587), mitologiczne, religijne i alegoryczne (Sąd Parysa, Zwycięstwo prawdy pod ochroną sprawiedliwości, 1598), stosował efekty ruchu i światłocienia. Jego dzieła były popularyzowane przez współczesnych mu rytowników. Duży wpływ na jego twórczość mieli też Bartholomeus Spranger i Hendrik Goltzius, którzy dominowali w sztuce niemieckiej tamtego okresu. W 2016 r. odkryto, że znajdujący się w krakowskim kościele pw. Św Szczepana obraz Ukamienowanie Św Szczepana jest jego autorstwa.  Istnieje także domniemanie, że spod jego pędzla (lub co najmniej pod wpływem jego twórczości) został namalowany otoczony kultem obraz Matki Boskiej Myślenickiej, umieszczony we wczesnobarokowej kaplicy ufundowanej przez Stanisława Koniecpolskiego, stanowiącej część parafialnego Kościoła pw. Narodzenia Najświętszej Maryi Panny w Myślenicach. Podobnie jeśli chodzi o obraz Matki Boskiej z Dzieciątkiem z kościoła pw. Św. Klemensa w pobliskiej Trzemeśni.

## Dzieła

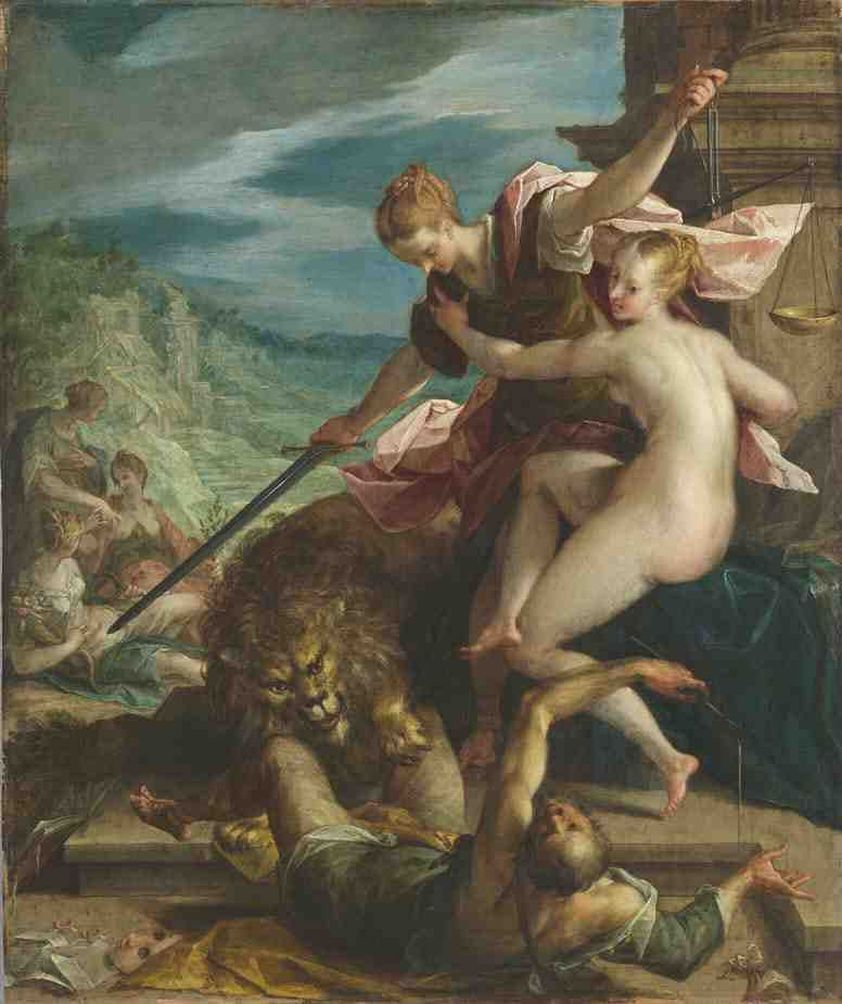
Plik:Hans_von_Aachen_002.jpgZwycięstwo prawdy pod ochroną sprawiedliwości, 1598
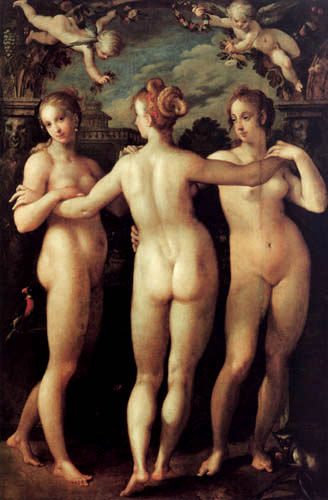
Plik:Aachen,_Hans_von_-_Tri_gracie_(1604).jpgTrzy gracje, 1604
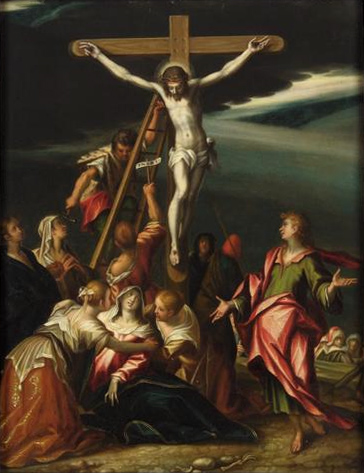
Plik:Hans_von_Aachen_020.jpgUkrzyżowanie Chrystusa, po 1600
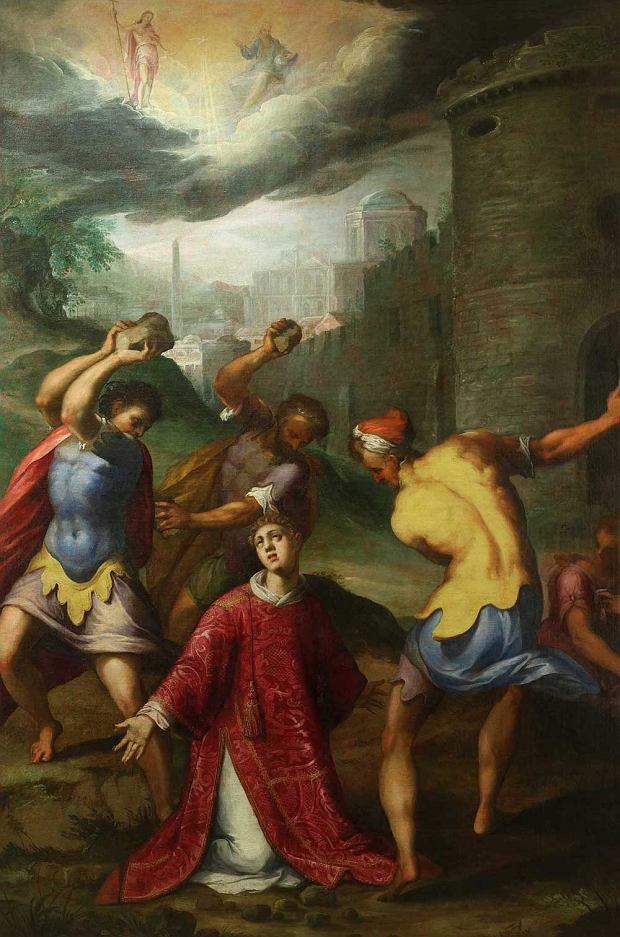
Plik:Hans_von_Aachen_-_Ukamienowanie_św_Szczepana.jpgUkamienowanie Św Szczepana
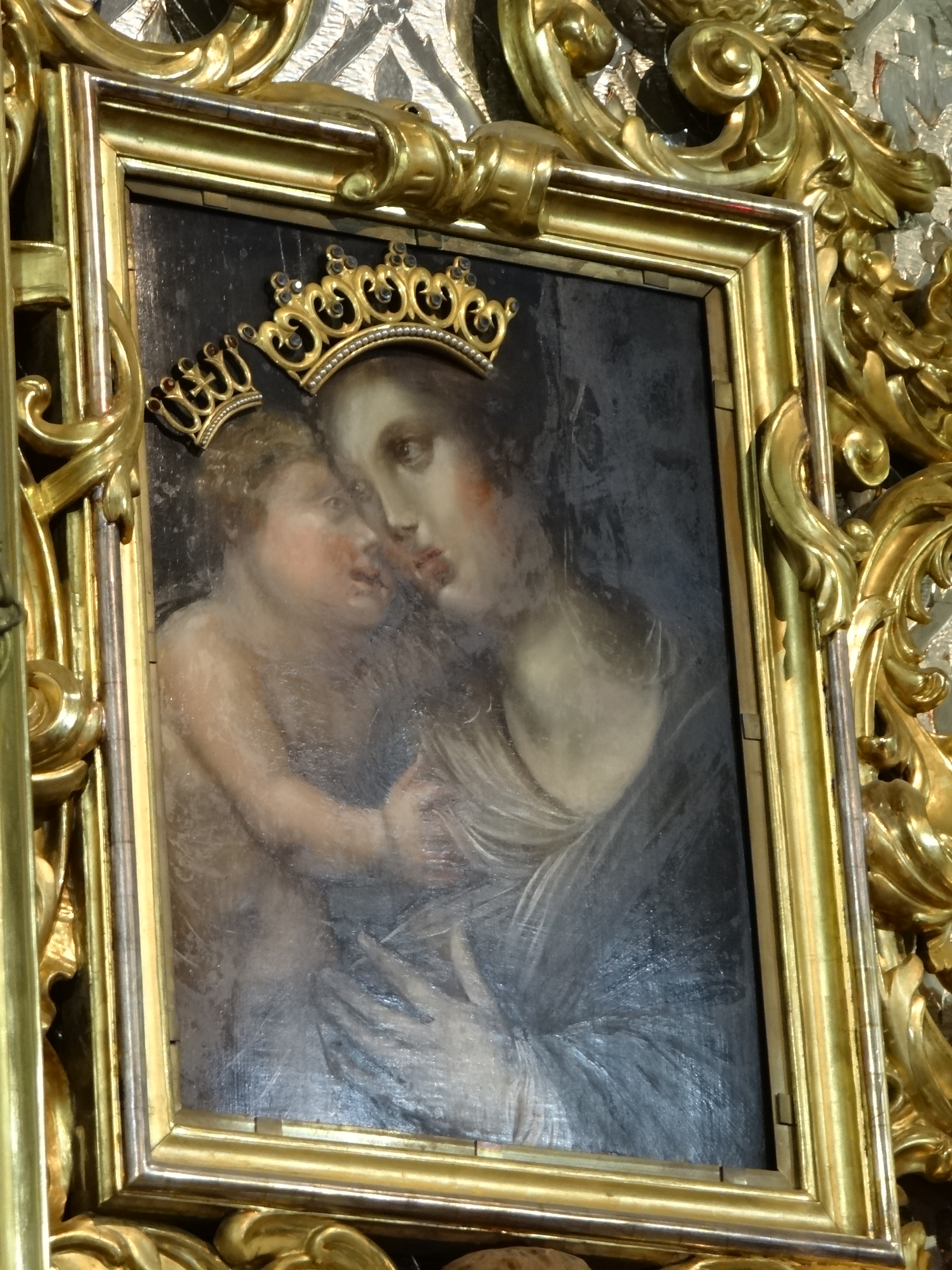
Plik:618030_p_myslenicki_g_Myslenice_k_Narodzenia_05.JPGMatka Boska Myślenicka